# District de Souabe
Cet article concerne l'actuelle région administrative de Bavière. Pour la Souabe historique, voir Souabe. Pour le dialecte souabe, voir Souabe (dialecte).
Le district de Souabe (Regierungsbezirk Schwaben) est l'une des sept circonscriptions (Regierungsbezirke) de la Bavière. 
Créé en 1817 comme Cercle du Haut-Danube (Oberdonaukreis), le district fut renommé Cercle de Souabe et Neubourg (Kreis Schwaben und Neuburg) en 1837. À partir de 1933, la terminologie pour les districts en Allemagne nazie commença à être simplifiée et en 1938, le Regierungsbezirk Schwaben und Neuburg (district de Souabe et Neubourg) prit le nom de Regierungsbezirk Schwaben (district de Souabe). 
Ce district est situé au sud-ouest du Land de Bavière, qui est le plus étendu des seize Länder d'Allemagne. Le district est limitrophe, au nord du district de Moyenne-Franconie, à l'est du district de Haute-Bavière, au sud de l'extrémité occidentale de l'Autriche et à l'ouest du Land de Bade-Wurtemberg. Il est aussi appelé « Souabe bavaroise » (Bayerisch Schwaben).

## Administration territoriale
Le district comprend dix arrondissements et quatre villes-arrondissements :

### Villes-arrondissements(Kreisfreie Städte)
- Augsbourg
- Kaufbeuren
- Kempten (Allgäu)
- Memmingen

### Arrondissements(Landkreise)
- Arrondissement d'Aichach-Friedberg
- Arrondissement d'Augsbourg
- Arrondissement de Danube-Ries
- Arrondissement de Dillingen
- Arrondissement de Guntzbourg
- Arrondissement de Lindau
- Arrondissement de Neu-Ulm
- Arrondissement d'Oberallgäu
- Arrondissement d'Ostallgäu
- Arrondissement d'Unterallgäu

### Anciens arrondissements (1862-1972)
- Arrondissement d'Augsbourg
- Arrondissement de Dillingen
- Arrondissement de Donauwörth (de)
- Arrondissement de Friedberg-en-Bavière (de)
- Arrondissement de Füssen (de)
- Arrondissement de Guntzbourg
- Arrondissement d'Illertissen (de)
- Arrondissement de Kaufbeuren (de)
- Arrondissement de Kempten-en-Allgäu (de)
- Arrondissement de Krumbach (de)
- Arrondissement de Lindau
- Arrondissement de Marktoberdorf (de)
- Arrondissement de Memmingen (de)
- Arrondissement de Mindelheim (de)
- Arrondissement de Neubourg-sur-le-Danube (de)
- Arrondissement de Neu-Ulm
- Arrondissement de Nördlingen (de)
- Arrondissement de Schwabmünchen (de) (à partir de 1900)
- Arrondissement de Sonthofen (de)
- Arrondissement de Wertingen (de)

## Villes principales
Les principales villes de Souabe sont Augsbourg, Krumbach, Lindau, Memmingen, Kempten im Allgäu et Kaufbeuren.

## Principaux cours d'eau
Les principaux cours d'eau de Souabe sont le Danube, le Lech et l'Iller.

## Économie
Industrie
- Industrie du textile
- Tourisme
- Industrie chimique
- Construction de machines

Contrairement au reste de la Bavière, l'électricité est mise à disposition dans le district par la SA RWE.

## Voir aussi

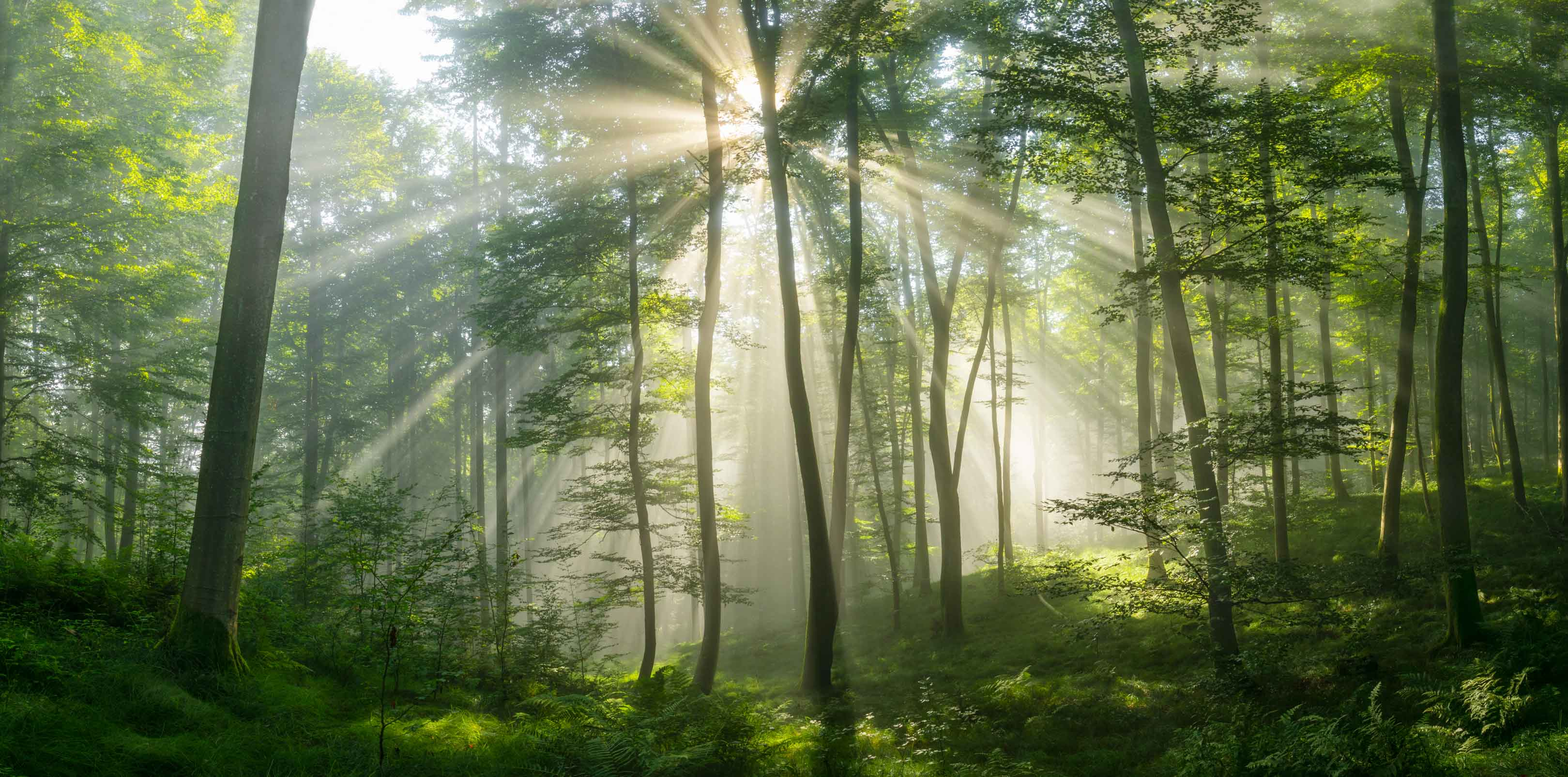
Lever de Soleil dans le Naturpark Augsburg – Westliche Wälder dans le district de Souabe. Septembre 2021.